# Grand Prix Kanady 1991
Grand Prix Kanady 1991 ( XXIX. Grand Prix Air Canada), pátý závod 42. ročníku mistrovství světa jezdců Formule 1 a 33. ročníku poháru konstruktérů, historicky již 505. grand prix, se uskutečnila na okruhu Circuit Gilles Villeneuve.

## Výsledky

### Kvalifikace
| Pořadí | Číslo | Jezdec            | Konstruktér            | Čas      | Odstup |
| ------ | ----- | ----------------- | ---------------------- | -------- | ------ |
| 1      | 6     | Riccardo Patrese  | Williams – Renault     | 1:19.837 |        |
| 2      | 5     | Nigel Mansell     | Williams – Renault     | 1:20.225 | +0.388 |
| 3      | 1     | Ayrton Senna      | McLaren – Honda        | 1:20.318 | +0.481 |
| 4      | 27    | Alain Prost       | Ferrari                | 1:20.656 | +0.819 |
| 5      | 19    | Roberto Moreno    | Benetton – Ford        | 1:20.686 | +0.849 |
| 6      | 2     | Gerhard Berger    | McLaren – Honda        | 1:20.916 | +1.079 |
| 7      | 28    | Jean Alesi        | Ferrari                | 1:21.227 | +1.390 |
| 8      | 20    | Nelson Piquet     | Benetton – Ford        | 1:21.241 | +1.404 |
| 9      | 4     | Stefano Modena    | Tyrrell – Honda        | 1:21.298 | +1.461 |
| 10     | 21    | Emanuele Pirro    | Scuderia Italia – Judd | 1:21.864 | +2.027 |
| 11     | 33    | Andrea de Cesaris | Jordan – Ford          | 1:22.154 | +2.317 |
| 12     | 3     | Satoru Nakadžima  | Tyrrell – Honda        | 1:22.262 | +2.425 |
| 13     | 16    | Ivan Capelli      | Leyton House – Ilmor   | 1:22.443 | +2.606 |
| 14     | 32    | Bertrand Gachot   | Jordan – Ford          | 1:22.596 | +2.759 |
| 15     | 24    | Gianni Morbidelli | Minardi – Ferrari      | 1:22.993 | +3.156 |
| 16     | 25    | Thierry Boutsen   | Ligier – Lamborghini   | 1:23.040 | +3.203 |
| 17     | 22    | Jyrki Järvilehto  | Scuderia Italia – Judd | 1:23.040 | +3.203 |
| 18     | 23    | Pierluigi Martini | Minardi – Ferrari      | 1:23.125 | +3.288 |
| 19     | 29    | Eric Bernard      | Larrousse – Ford       | 1:23.260 | +3.423 |
| 20     | 8     | Martin Brundle    | Brabham – Yamaha       | 1:23.516 | +3.679 |
| 21     | 9     | Michele Alboreto  | Arrows – Porsche       | 1:23.529 | +3.692 |
| 22     | 30    | Aguri Suzuki      | Larrousse – Ford       | 1:23.585 | +3.748 |
| 23     | 15    | Mauricio Gugelmin | Leyton House – Ilmor   | 1:23.650 | +3.813 |
| 24     | 11    | Mika Häkkinen     | Lotus – Judd           | 1:23.923 | +4.086 |
| 25     | 10    | Stefan Johansson  | Arrows – Porsche       | 1:24.433 | +4.596 |
| 26     | 26    | Erik Comas        | Ligier – Lamborghini   | 1:24.460 | +4.623 |
| NQ     | 18    | Fabrizio Barbazza | AGS – Ford             | 1:23.491 | +4.654 |
| NQ     | 17    | Gabriele Tarquini | AGS – Ford             | 1:24.653 | +4.816 |
| NQ     | 7     | Mark Blundell     | Brabham – Yamaha       | 1:24.661 | +4.824 |
| NQ     | 12    | Johnny Herbert    | Lotus – Judd           | 1:24.732 | +4.895 |

### Závod
| Pořadí | Číslo | Jezdec             | Konstruktér             | Kola | Čas/odstoupení | Start | Body |
| ------ | ----- | ------------------ | ----------------------- | ---- | -------------- | ----- | ---- |
| 1      | 20    | Nelson Piquet      | Benetton-Ford           | 69   | 1:38:51.490    | 8     | 10   |
| 2      | 4     | Stefano Modena     | Tyrrell-Honda           | 69   | + 31.832       | 9     | 6    |
| 3      | 6     | Riccardo Patrese   | Williams-Renault        | 69   | + 42.217       | 1     | 4    |
| 4      | 33    | Andrea de Cesaris  | Jordan-Ford             | 69   | + 1:20.210     | 11    | 3    |
| 5      | 32    | Bertrand Gachot    | Jordan-Ford             | 69   | + 1:22.351     | 14    | 2    |
| 6      | 5     | Nigel Mansell      | Williams-Renault        | 68   | Převodovka     | 2     | 1    |
| 7      | 23    | Pierluigi Martini  | Minardi-Ferrari         | 68   | + 1 kolo       | 18    |      |
| 8      | 26    | Érik Comas         | Ligier-Lamborghini      | 68   | + 1 kolo       | 26    |      |
| 9      | 21    | Emanuele Pirro     | Dallara-Judd            | 68   | + 1 kolo       | 10    |      |
| 10     | 3     | Satoru Nakadžima   | Tyrrell-Honda           | 67   | + 2 kola       | 12    |      |
| Ret    | 15    | Maurício Gugelmin  | Leyton House-Ilmor      | 61   | Motor          | 23    |      |
| Ret    | 22    | Jyrki Järvilehto   | Dallara-Judd            | 50   | Motor          | 17    |      |
| Ret    | 10    | Stefan Johansson   | Footwork-Porsche        | 48   | Plynový pedál  | 25    |      |
| Ret    | 16    | Ivan Capelli       | Leyton House-Ilmor      | 42   | Motor          | 13    |      |
| Ret    | 28    | Jean Alesi         | Ferrari                 | 34   | Motor          | 7     |      |
| Ret    | 29    | Éric Bernard       | Larrousse-Ford          | 29   | Převodovka     | 19    |      |
| Ret    | 27    | Alain Prost        | Ferrari                 | 27   | Převodovka     | 4     |      |
| Ret    | 25    | Thierry Boutsen    | Ligier-Lamborghini      | 27   | Motor          | 16    |      |
| Ret    | 1     | Ayrton Senna       | McLaren-Honda           | 25   | Alternátor     | 3     |      |
| Ret    | 11    | Mika Häkkinen      | Lotus-Judd              | 21   | Vyjetí z tratě | 24    |      |
| Ret    | 7     | Martin Brundle     | Brabham-Yamaha          | 21   | Motor          | 20    |      |
| Ret    | 24    | Gianni Morbidelli  | Minardi-Ferrari         | 20   | Vyjetí z tratě | 15    |      |
| Ret    | 19    | Roberto Moreno     | Benetton-Ford           | 10   | Zavěšení       | 5     |      |
| Ret    | 2     | Gerhard Berger     | McLaren-Honda           | 4    | Vstřikování    | 6     |      |
| Ret    | 30    | Aguri Suzuki       | Larrousse-Ford          | 3    | Únik paliva    | 22    |      |
| Ret    | 9     | Michele Alboreto   | Footwork-Porsche        | 2    | Plynový pedál  | 21    |      |
| DNQ    | 18    | Fabrizio Barbazza  | AGS-Ford                |      |                |       |      |
| DNQ    | 17    | Gabriele Tarquini  | AGS-Ford                |      |                |       |      |
| DNQ    | 8     | Mark Blundell      | Brabham-Yamaha          |      |                |       |      |
| DNQ    | 12    | Johnny Herbert     | Lotus-Judd              |      |                |       |      |
| DNPQ   | 14    | Olivier Grouillard | Fondmetal-Ford          |      |                |       |      |
| DNPQ   | 34    | Nicola Larini      | Modena Team-Lamborghini |      |                |       |      |
| DNPQ   | 35    | Eric van de Poele  | Modena Team-Lamborghini |      |                |       |      |
| DNPQ   | 31    | Pedro Chaves       | Coloni-Ford             |      |                |       |      |

## Průběžné pořadí šampionátu
Pohár jezdců
| Pořadí | Jezdec           | Body |
| ------ | ---------------- | ---- |
| 1      | Ayrton Senna     | 40   |
| 2      | Nelson Piquet    | 16   |
| 3      | Alain Prost      | 11   |
| 4      | Riccardo Patrese | 10   |
| 5      | Gerhard Berger   | 10   |

Pohár konstruktérů
| Pořadí | Konstruktér      | Body |
| ------ | ---------------- | ---- |
| 1      | McLaren-Honda    | 50   |
| 2      | Benetton-Ford    | 19   |
| 3      | Williams-Renault | 17   |
| 4      | Ferrari          | 16   |
| 5      | Tyrrell-Honda    | 11   |